# Duane Cooper
Pour les articles homonymes, voir Cooper.
Duane Cooper, né le 25 juin 1969, à Benton Harbor, au Michigan, est un ancien joueur américain de basket-ball. Il évoluait au poste de meneur.

## Palmarès
- Champion CBA 2000